# 劉錫彤
刘锡彤（1806年—?），字翰臣，直隶天津府盐山县盐山镇（今河北省盐山县）人。晚清政治人物。
道光十七年（1837年）丁酉科順天鄉試舉人。咸丰三年（1853年）因出力盐山县团练对抗太平军北伐为时任直隶总督劉長佑举荐奖加知州衔。同治七年（1868年）正月补余杭县知县，到任后不久改署山东邹平县知县，因父亲去世回乡丁忧。同治十一年7月夺情，12月回任余杭知县。任内发生楊乃武與小白菜案，羅織假以亂真的偽真相对主嫌杨乃武、葛畢氏嚴刑逼供，屈打成招而判死罪。光绪三年（1877年）二月，朝廷下平反谕旨，刘锡彤发配黑龙江充军。同年5月，刘锡彤遣送至黑龙江，黑龙江将军衙门将其派至江东六十四屯的莽鼐卡伦（今俄罗斯阿穆尔州坦波夫卡区科尔福沃）做一年苦役，后来调回衙门在印房工作，在光绪五年（1879年）黑龙江将军衙门鉴于其干事勤勉、年事已高，请求朝廷法外开恩放还归乡。